# Mercedes-AMG GT
El Mercedes-AMG GT (C190/R190) es un automóvil deportivo Gran Turismo de dos puertas biplaza, con motor central-delantero montado longitudinalmente y de tracción trasera o total, desarrollado y producido por el fabricante alemán Mercedes-AMG, subsidiaria de Mercedes-Benz y Daimler AG, desde 2015.

## Presentación

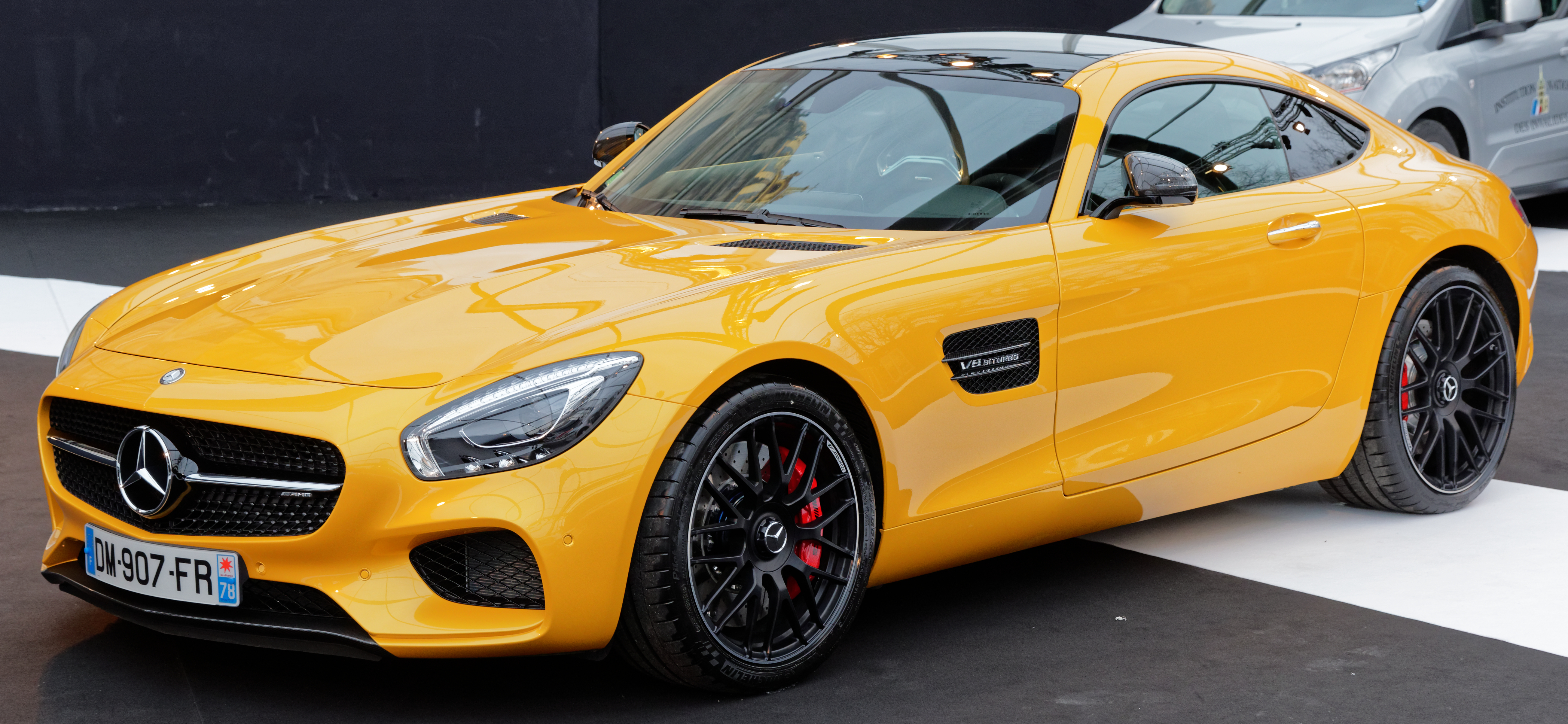
En el Salón del Automóvil de París de 2015

Se presentó públicamente el 9 de septiembre de 2014 en el Salón del Automóvil de París 2014. Después del SLS AMG, es el segundo coche deportivo desarrollado enteramente por Mercedes-AMG. Está disponible en tres versiones: el GT de 462 CV (456 HP; 340 kW), el GT S de 510 CV (503 HP; 375 kW) y GT R 585 CV (577 HP; 430 kW). Ambos modelos salieron a la venta en marzo de 2015. También existe una variante de competición GT3. Todas se han fabricado en la planta de Sindelfingen, Alemania.
El interior se mostró el 16 de abril de 2014, intentando crear expectación. El coche debutó el 9 de septiembre de 2014 y se presentó oficialmente en octubre de 2014 en el Salón del Automóvil de París con dos posibles motorizaciones: el GT, con 462 CV (456 HP; 340 kW) y 600 N·m (443 lb·pie) de par máximo; y el GT S con 510 CV (503 HP; 375 kW) y 650 N·m (479 lb·pie).
Poco después de su comercialización, se esperaba una variante Black Series. Los precios del GT original empiezan en 141 800 € y los del GT S en 163 400 €.

## Características
Su diseño se mantuvo similar al de su predecesor, el Mercedes-Benz SLS AMG. Presenta los arcos de rueda anchos y carrocería más baja del SLS, pero sin sus puertas de ala de gaviota. El cofre grande y el parabrisas esbelto también se han mantenido. El diseñador jefe del exterior era Mark Fetherston, cuyos trabajos anteriores incluyen el Mercedes-Benz Clase A W176, el clase CLA y el SLS AMG. El interior, diseñado por Jan Kaul, presenta una consola de centro grande y elementos de ornamento en cuero y polímero de carbono. La cajuela ofrece 350 L (12,4 pies cúbicos) de espacio, suficiente para una maleta mediana o un par de bolsas de palos de golf.
La estructura de vehículo está hecha de un 93% aluminio, con la base del módulo delantero hecha de magnesio.

## Variantes

### Mercedes-AMG GT

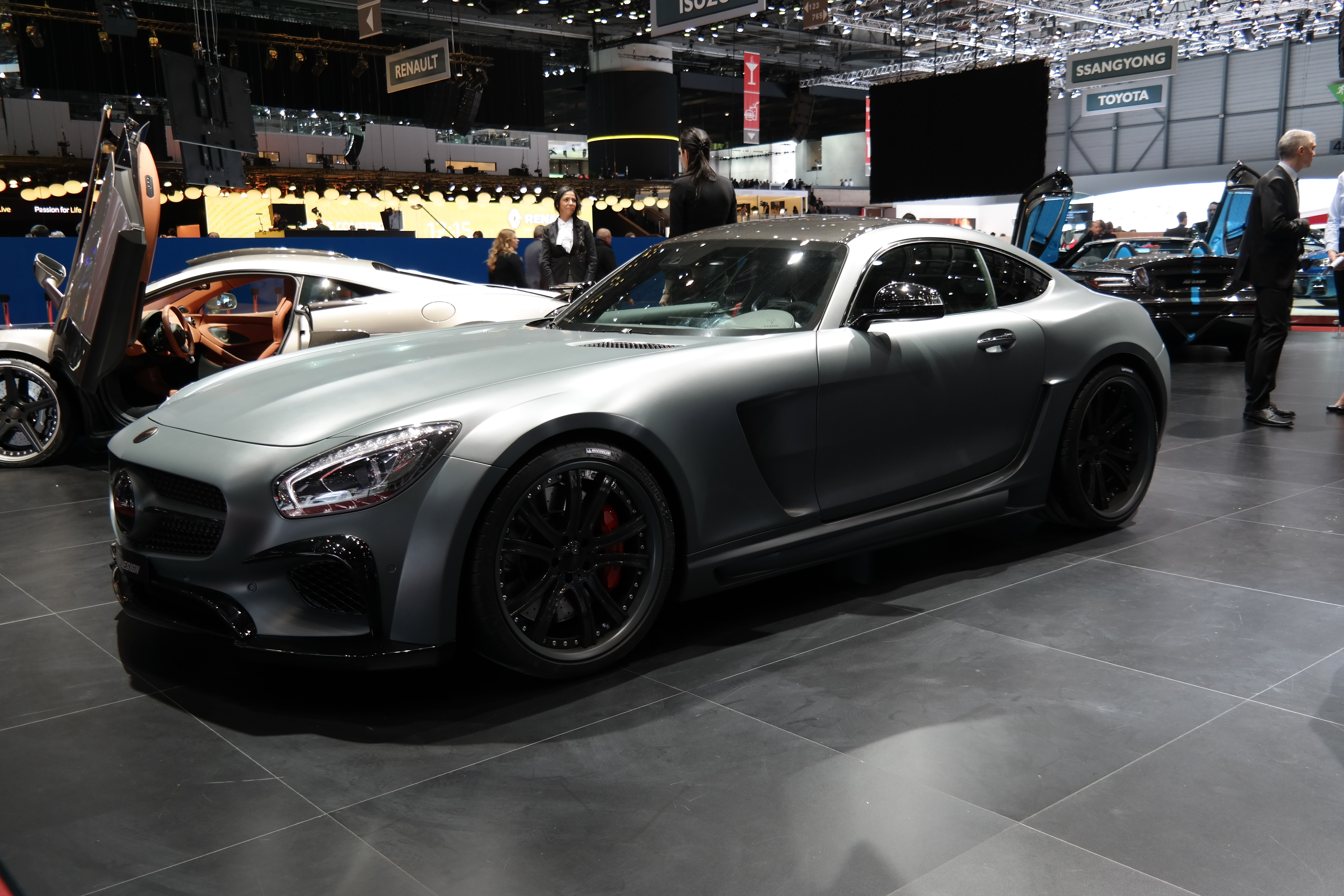
En el Salón del Automóvil de Ginebra el 7 de marzo de 2017.

El GT es la variante de entrada. La pieza central es el nuevo V8 biturbo con designación interna M178 de 3982 cm³ (4 L; 243 plg³) desarrollado específicamente para este modelo, que responde instantáneamente con una potencia extrema desde bajas revoluciones y ofrece un rendimiento excepcional. Cifras máximas como de 0 a 100 km/h (0 a 62 mph) en 3.8 segundos y una velocidad máxima de 310 km/h (193 mph), combinadas con la extraordinaria dinámica de conducción, se traducirán en vueltas extremadamente rápidas en la pista. Desarrolla una potencia máxima de 462 CV (456 HP; 340 kW) y ruedas de 19 pulgadas (48,3 cm).
Los insertos del difusor negro con escapes integrados en las defensas y la moldura en plata iridio mate, inspirada en el alerón "A" en la parte delantera, crean una sensación visual de ligereza en todo el extremo trasero. Las luces traseras anchas y planas con nuevas señales de giro secuenciales. reflejan la tecnología más avanzada. Las 18 luces led individuales en cada lado, indican al piloto hacia dónde tiene la intención de girar, iluminándolos secuencialmente desde el interior hacia el exterior. Las luces traseras subrayan tanto el estilo deportivo de la parte trasera, como la atención al detalle y la sofisticación.
El diseño interior también tienen proporciones deportivas radicalmente bajas que crean una sensación de amplitud. Los componentes y sus materiales auténticos subrayan el carácter dinámico y crean interacción entre el panel de instrumentos profundo e inclinado y una consola central alta. El tema central del "diseño de aviación" ha sido rediseñado, el cual cuenta con cuatro rejillas de ventilación centrales estilo foco y las rejillas de ventilación individuales en los extremos derecho e izquierdo del tablero, que junto con las líneas de cintura altas, los paneles de las puertas de forma cóncava y la consola central dinámica, integran al piloto en el habitáculo gracias a la posición baja del asiento.

### Mercedes-AMG GT S

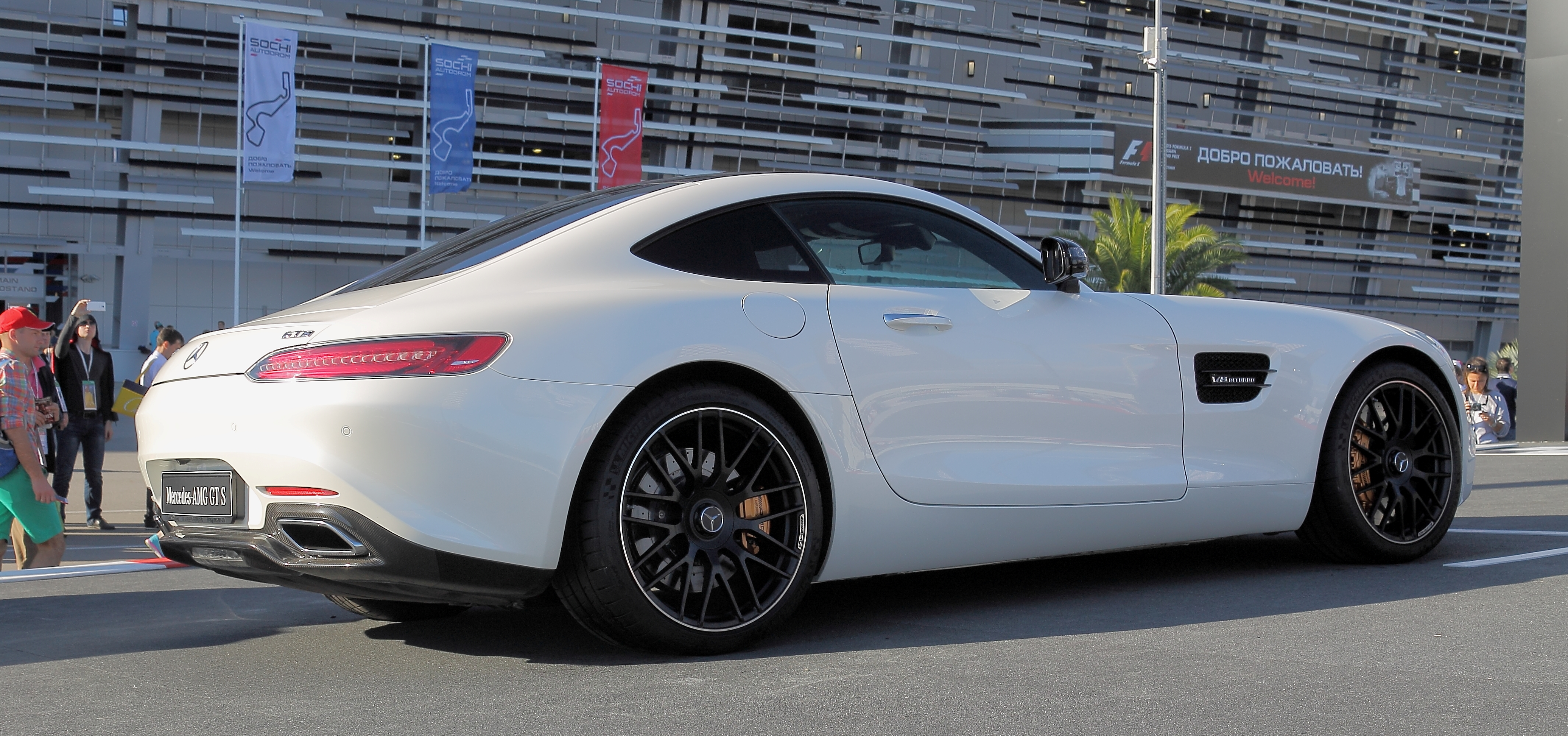
GT S en el Autódromo de Sochi.

El GT S es una variante más equipada que la versión base. El V8 cuenta con 510 CV (503 HP; 375 kW) de potencia e incluye modos de pista, un mejorado sistema de escape y rines de 19 pulgadas (48,3 cm) en el eje delantero y 20 pulgadas (50,8 cm) en el trasero.
Está equipado de serie con un sistema de escape "AMG Performance" con aletas de escape totalmente variables. Esto permite al piloto variar el sonido del V8, dependiendo del modo DYNAMIC SELECT seleccionado. El "AMG DRIVE UNIT" incluye un botón separado para controlar directamente las trampillas de escape. El sistema de escape seleccionable también está disponible como opción para el GT convencional.
Adicionalmente, está equipado de serie con un diferencial de bloqueo del eje trasero controlado electrónicamente, el cual está integrado en la carcasa compacta de la transmisión.
El tren de rodaje deportivo "AMG RIDE CONTROL" con amortiguación controlada electrónicamente, viene de serie en el GT S o como opción para el GT normal, con el que se pueden ajustar las características de amortiguación pulsando un botón en la "AMG DRIVE UNIT" o utilizando los modos de conducción "AMG DYNAMIC SELECT". Hay tres niveles disponibles: "Confort", "Sport" y "Sport plus".
La dirección deportiva sensible a la velocidad cuenta con una relación de dirección variable, la cual mejora el manejo y la agilidad del vehículo a bajas velocidades mientras mantiene la seguridad de conducción a altas velocidades. La asistencia eléctrica es un punto destacado, ya que no solamente responde en función de la velocidad de la carretera, sino también de la aceleración lateral actual y del modo de conducción "AMG DYNAMIC SELECT" seleccionado. El control de estabilidad (ESP) de tres etapas de serie con las funciones "ESP ON", "ESP SPORT Handling Mode" y "ESP OFF", funciona al unísono con el diferencial de bloqueo y está optimizado para la dinámica de manejo y la seguridad excepcionales.
El paquete AMG DYNAMIC PLUS aumenta todavía más el dinamismo y la agilidad. Está disponible exclusivamente para el GT S e incluye motores dinámicos y soportes de transmisión, que asumen una función importante en el caso de un diseño de transeje, donde los soportes blandos mejoran la comodidad ya que proporcionan un desacoplamiento más eficaz del ruido y la vibración.

### Mercedes-AMG GT C Cupé

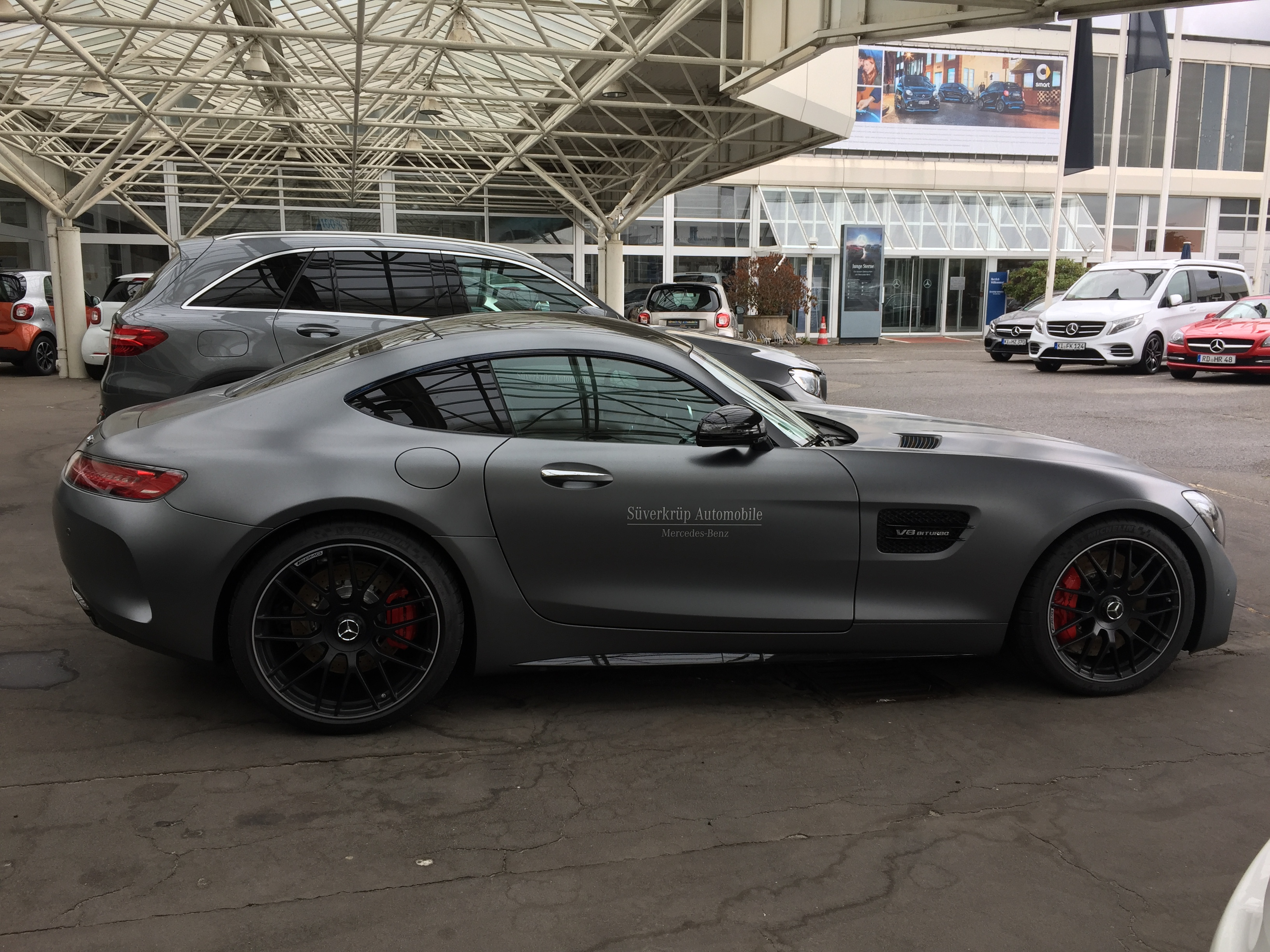
Vista lateral del GT C Cupé.

El GT C es una variante más orientada al rendimiento. Incluye todas las mejoras del GT S y además, la carrocería ensanchada a 2007 mm (79,0 pulgadas) y un sistema de dirección trasera activa.
En el Salón del Automóvil de Detroit, se dio a conocer la incorporación del nuevo Mercedes-AMG GT C Cupé 2017, un modelo que adapta el diseño y el motor biturbo de 3982 cm³ (4 litros) del GT C Roadster, pero envuelto con una carrocería cupé.
Desde el punto de vista de la gama, esta nueva versión se posiciona como la segunda opción más potente y deportiva, solamente superado por el radical Mercedes-AMG GT R. Gracias a su potencia de 557 CV (549 HP; 410 kW), el GT C acelera de 0 a 100 km/h (0 a 62 mph) en 3.7 segundos y alcanza una velocidad máxima de 316 km/h (196 mph), con un consumo oficial de 11,4 L/100 km (8,8 km/L; 20,6 mpgAm).
Además, incorpora todos los dispositivos ("gadgets") que ofrece el GT R para mejorar el comportamiento dinámico, como la dirección trasera, la suspensión adaptativa, o el diferencial de deslizamiento limitado trasero. También incorpora unas tomas de aire activas "Airpanel Active Air", que se cierran cuando el motor no necesita refrigeración para mejorar la aerodinámica.
Más adelante se puso a la venta una serie especial denominada "Edition 50", limitada a 50 unidades del cupé y 50 del roadster, a fin de conmemorar el medio siglo de vida de AMG. Este "GT C Edition 50", únicamente se podía adquirir en dos colores especiales: el gris grafito y el blanco Cachemira.

### Mercedes-AMG GT C Roadster

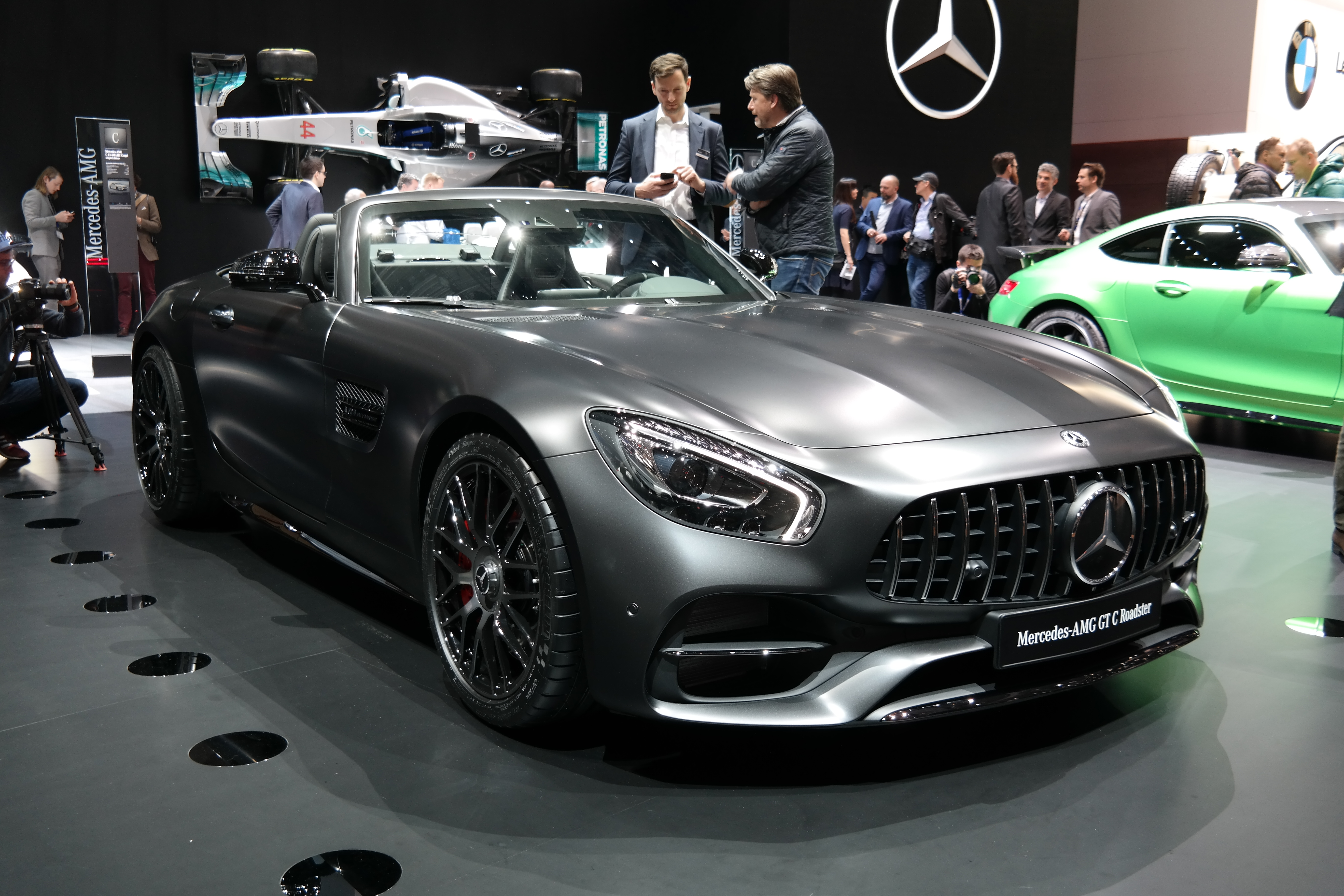
En el Salón del Automóvil de Ginebra el 7 de marzo de 2017.

Estéticamente es una mezcla de AMG GT y GT R. Del radical GT R conserva la defensa trasera y sus aletas traseras con extractor de aire ensanchadas 57 mm (2,2 pulgadas) cada una. Utiliza el mismo V8 que en otros modelos de la gama AMG. La potencia es algo inferior a la del AMG GT R con 557 CV (549 HP; 410 kW) a las 5750 rpm y entrega un par máximo de 680 N·m (502 lb·pie) desde solamente 1900 rpm hasta 5500 rpm.
Con su largo cofre, el habitáculo puesto encima de las ruedas traseras, recuerda a los Mercedes-Benz 300 SL de la Carrera Panamericana y una pintura mate de lo más llamativa. Logra una aceleración de 0 a 100 km/h (0 a 62 mph) en 3.7 segundos y de 80 a 120 km/h (50 a 75 mph) en 2.6 segundos, con un corte de inyección a las 7000 rpm.
Equipa más elementos heredados el AMG GT R, como el diferencial autoblocante trasero pilotado electrónicamente, los amortiguadores adaptativos en continuo y, sobre todo, la dirección a las cuatro ruedas.
Por debajo de los 100 km/h (62 mph), las ruedas traseras giran en la dirección opuesta a las ruedas delanteras. Por encima de 100 km/h (62 mph), las cuatro ruedas giran en la misma dirección. El ángulo de giro de las ruedas traseras es como máximo de solamente 1.5°. Es apenas visible al ojo, pero el efecto en el comportamiento dinámico del coche es enorme.
Las suspensiones pilotadas hacen gala de un exceso de extensión en modo "Comfort" y demasiada firmeza para la carretera en el modo "Race" y "Sport+". A pesar de algunos rebotes en carretera en mal estado que perturban la motricidad, esta es en realidad enorme, pero para sacarle el máximo partido es preferible programar el modo Individual con las suspensiones en modo Sport, o Sport+.
El 28 de octubre de 2021, Mercedes-Benz anunció el nuevo AMG SL R232 como el sucesor directo de la versión roadster.

### Mercedes-AMG GT R

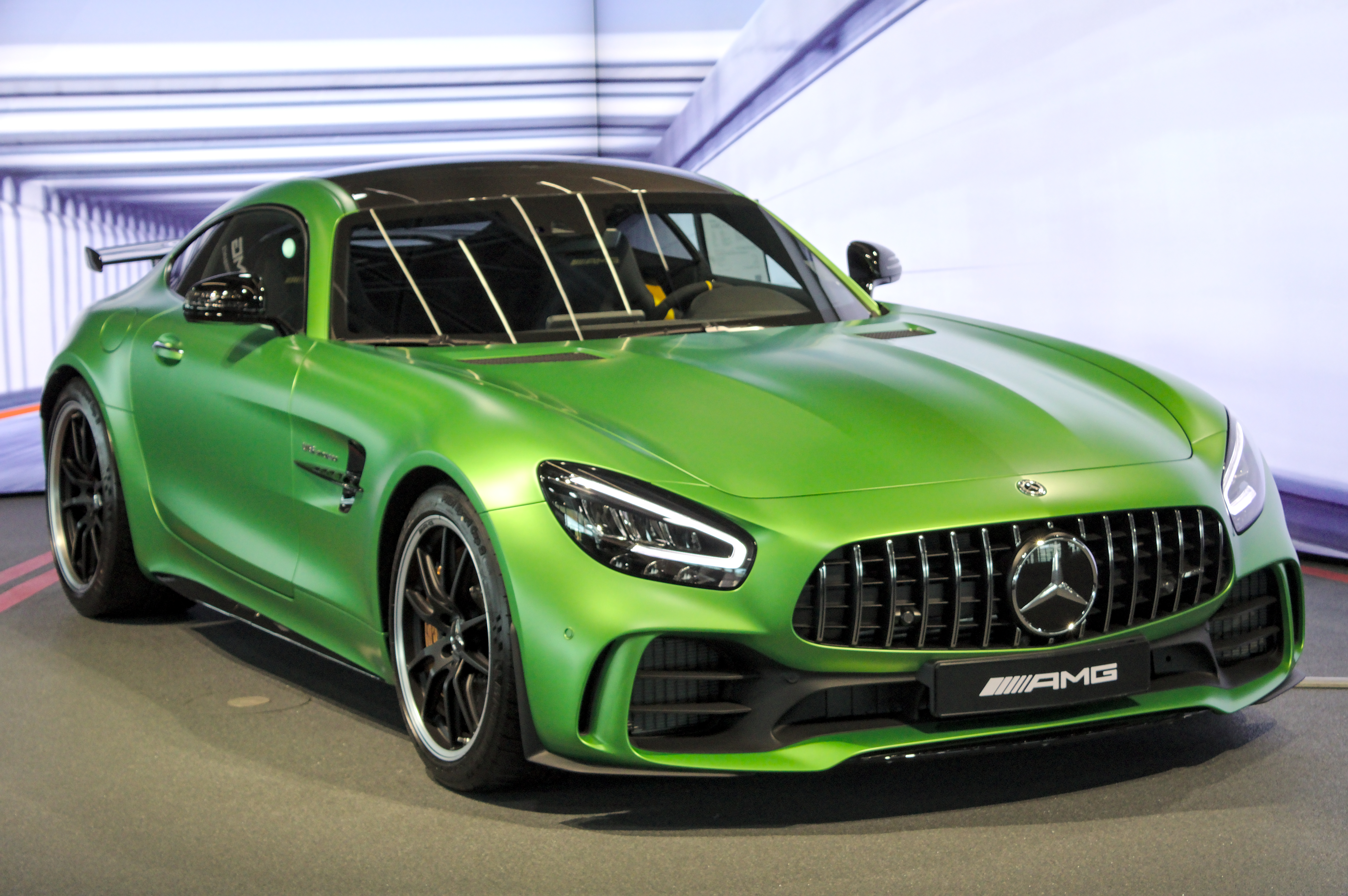
Mercedes-AMG C190 GT R.

El GT R es la segunda variante más potente del AMG GT para calle. Con una potencia máxima de 585 CV (577 HP; 430 kW) a las 6250 rpm y un par máxima de 700 N·m (516 lb·pie) a las 5500 rpm, con lo que es capaz de alcanzar una velocidad máxima de 318 km/h (198 mph) y acelerar de 0 a 100 km/h (0 a 62 mph) en 3.6 segundos.
Cuando se lanzó el AMG GT R, tuvo varias modificaciones exteriores, tales como un pequeño cambio en la parrilla, un alerón trasero fijo, además de un nuevo color verde mate llamado "AMG Green Hell magno", por un costo adicional de 10 900 €. Se comenzó a entregar a fines de 2016 y principios de 2017. 
Comparado con el Mercedes-AMG GT S en el que está basado, luce un aspecto exterior con un frontal imponente dominado por la parrilla "Panamericana" heredada del AMG GT3 de competición y una zaga en la que el enorme alerón comparte protagonismo con un difusor y unas salidas de escape que esconde debajo de su largo cofre.
Proporciona 40 kg (88 libras) de carga aerodinámica a una velocidad de 250 km/h (155 mph). Con respecto a otro AMG GT, ese dato aumenta hasta 155 kg (342 libras) a velocidad máxima. Aunque haya incrementado la carga, el coeficiente aerodinámico (Cx) de 0.35 del GT R es más bajo que el de un AMG GT.
La transmisión construida por Getrag es una evolución del SLS AMG, aunque para el AMG GT R los ingenieros de AMG han introducido novedades en el software y hardware, a fin de que ofrezca el mejor rendimiento en condiciones exigentes, como la conducción en circuito. Esta puede funcionar de forma automática o manual utilizando las levas detrás del volante y además, es posible variar la rapidez en la que se suceden los cambios con los diferentes modos disponibles.
Completó una vuelta del circuito de Nordschleife en solamente 7:10.92, convirtiéndose en uno de los coches más rápidos en esta famosa pista.

### Mercedes-AMG GT 4-Door Cupé

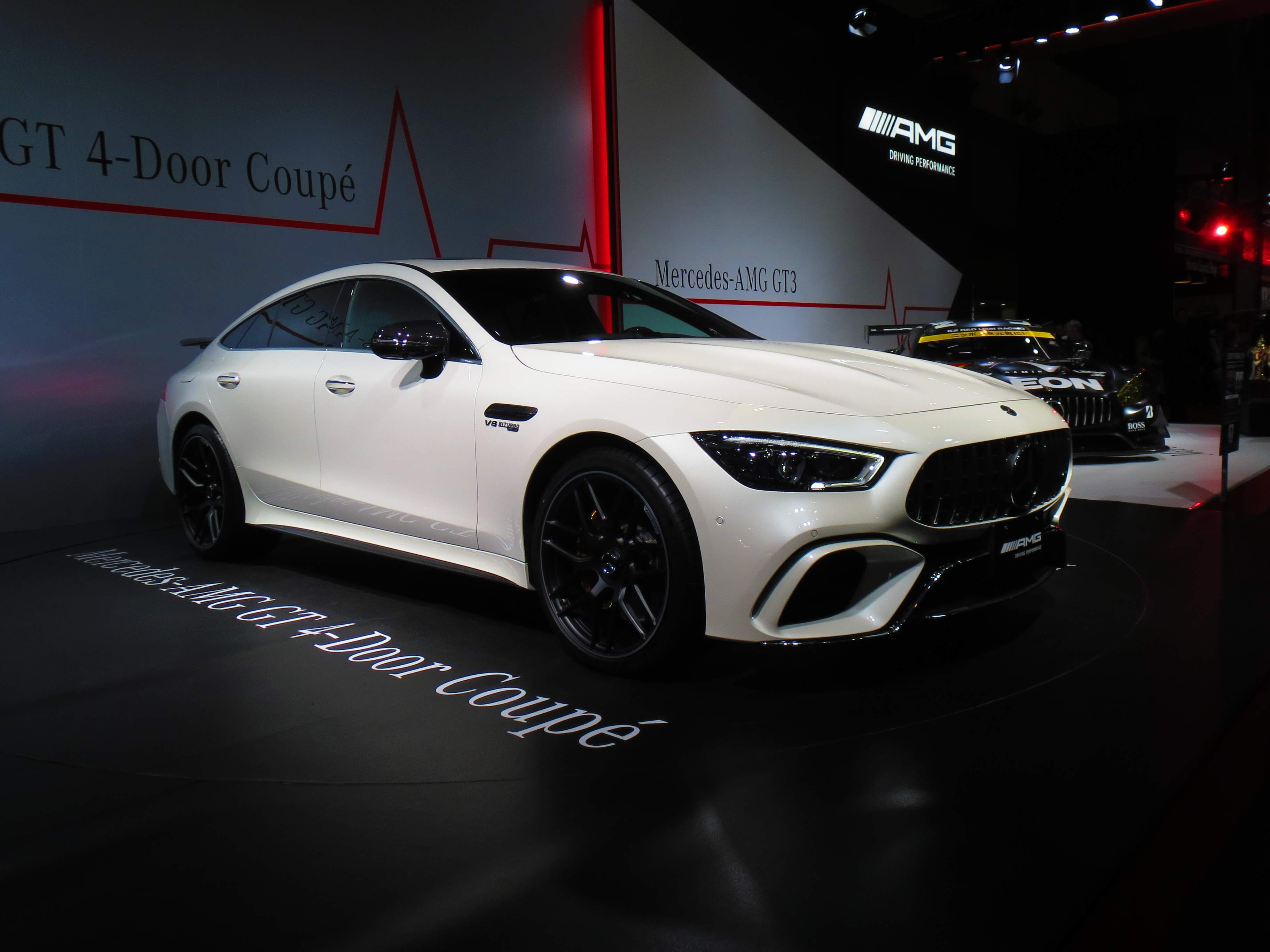
En el Salón del Automóvil de Tokio de 2019.

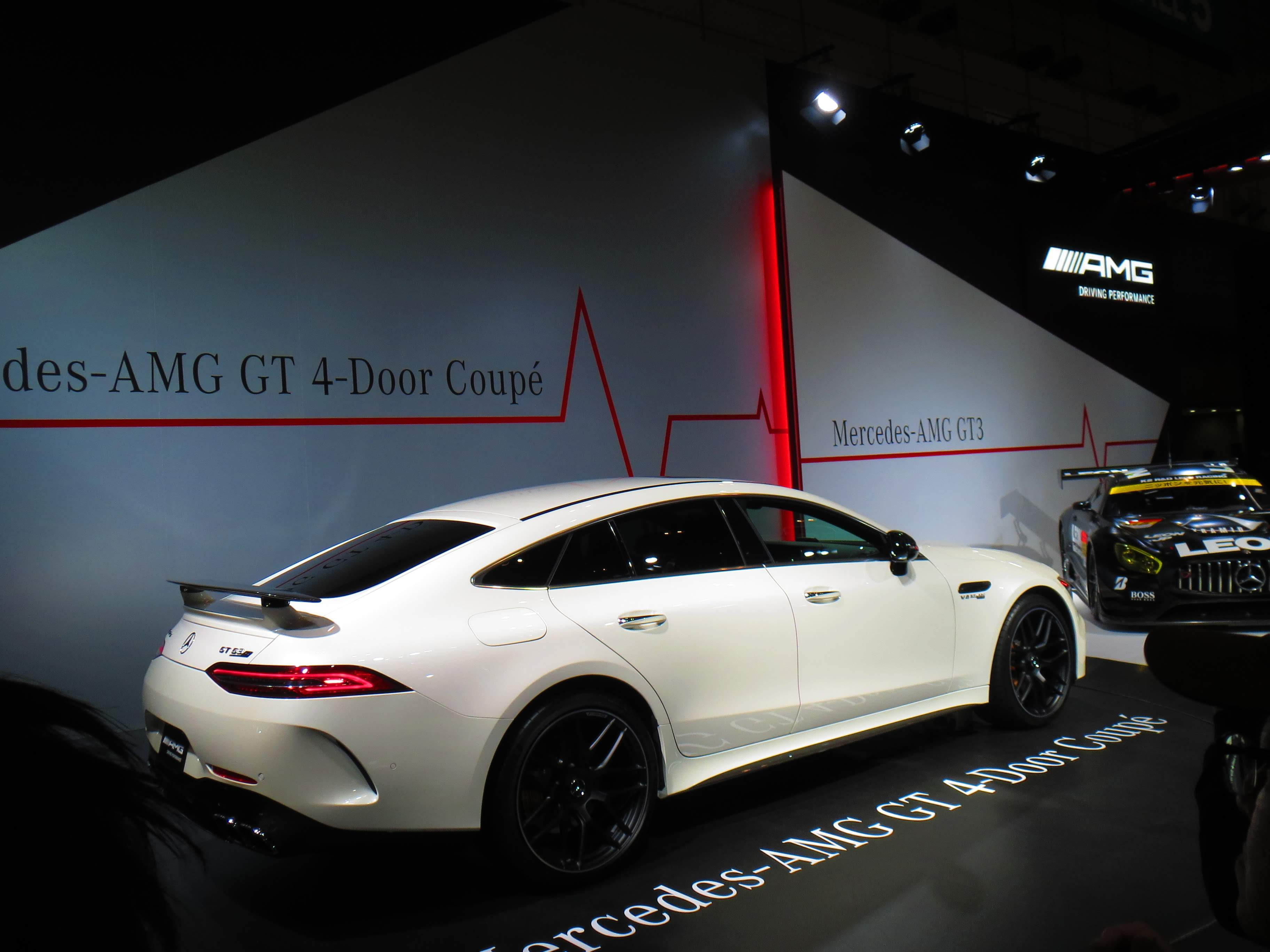
Vista trasera.

Es la variante de cuatro puertas del GT. Fue revelado en el Salón del Automóvil de Ginebra de 2018 después de un año desde que fuera presentado el concepto original. Ofrece un alerón activo o uno fijo en función de la versión.
Trae consigo una serie de importantes novedades, como las tres versiones diferentes: el GT 53 4MATIC+, el GT 63 4MATIC+ y el más potente GT 63 S 4MATIC+; además de una híbrida que es la de menor potencia con un sistema de 48 voltios, la cual combina un motor de seis cilindros en línea sobrealimentado de 3 litros junto a un motor eléctrico para una potencia combinada de 435 CV (429 HP; 320 kW). El motor eléctrico entrega 21 CV (15,4 kW) y 250 N·m (184 lb·pie) de par máximo, con lo que es capaz de acelerar de 0 a 100 km/h (0 a 62 mph) en 4.5 segundos y una velocidad máxima de 285 km/h (177 mph).
El 63 4MATIC+ recurre al mismo motor biturbo de 3982 cm³ (4 litros; 243 pulgadas cúbicas) del GT R y del G63 2018, para entregar una potencia de 585 CV (577 HP; 430 kW) y un par máximo de 800 N·m (800 N·m), con el que alcanza los 100 km/h (62 mph) en 3.4 segundos y una velocidad máxima de 310 km/h (193 mph).
El 63 S 4MATIC+ toma como base el mismo motor biturbo de 3982 cm³ (4 litros; 243 pulgadas cúbicas), pero eleva su desempeño hasta los 639 CV (630 HP; 470 kW) de potencia y 900 N·m (664 lb·pie) de par máximo, que son suficientes para alcanzar los 100 km/h (62 mph) en 3.2 segundos y a una velocidad máxima de 315 km/h (196 mph).
Las dos versiones V8 del GT 4 puertas están equipadas con tecnología "AMG Cylinder Management" que desactiva una bancada de cilindros cuando se circula a bajo régimen y reduce así el consumo de combustible y las emisiones. Además, están equipados con un sistema de tracción total "AMG Performance 4MATIC+", que calcula de forma continuada la mejor distribución de par entre ejes.

### Mercedes-AMG GT Black Series

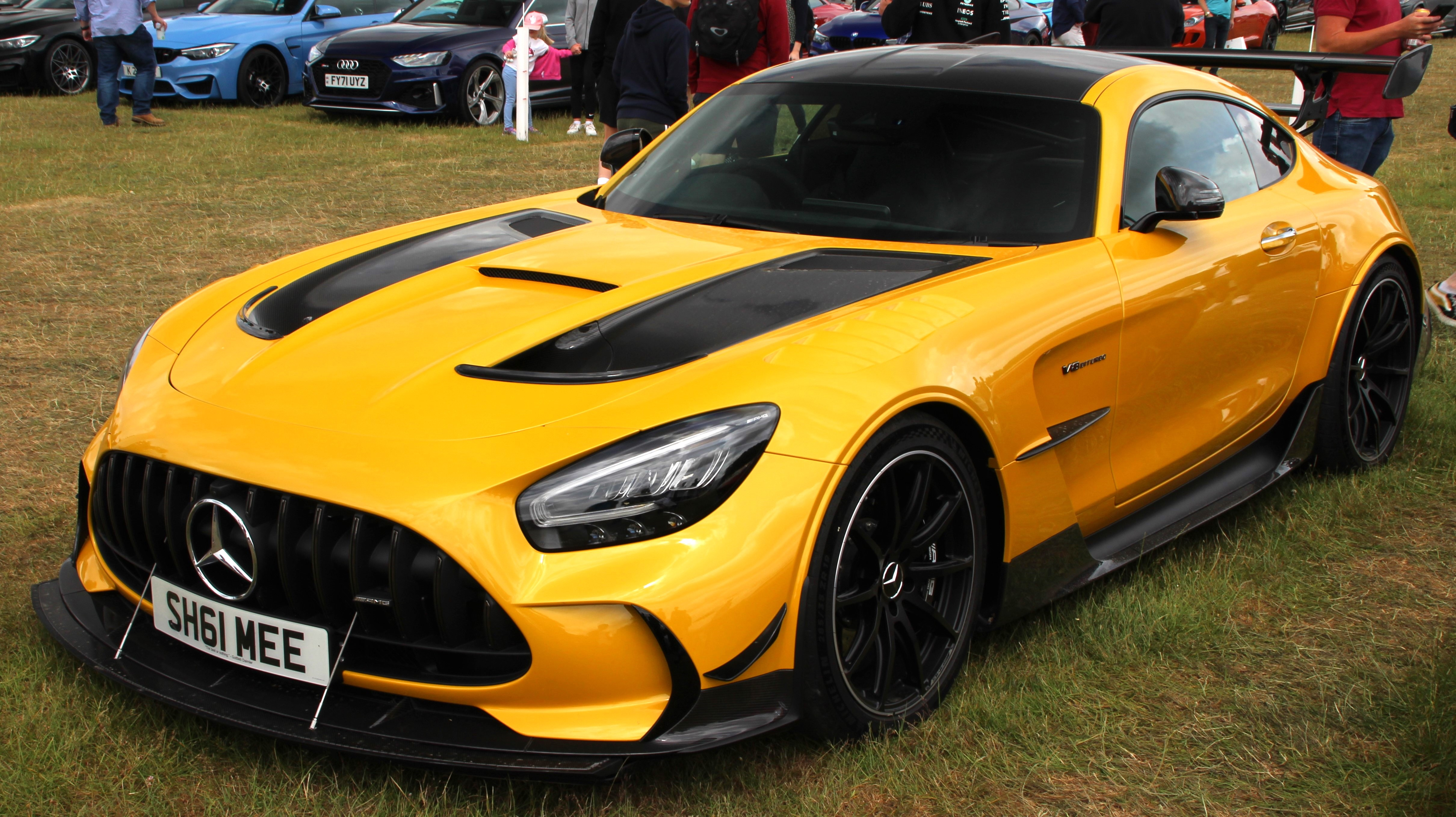
Modelo 2021

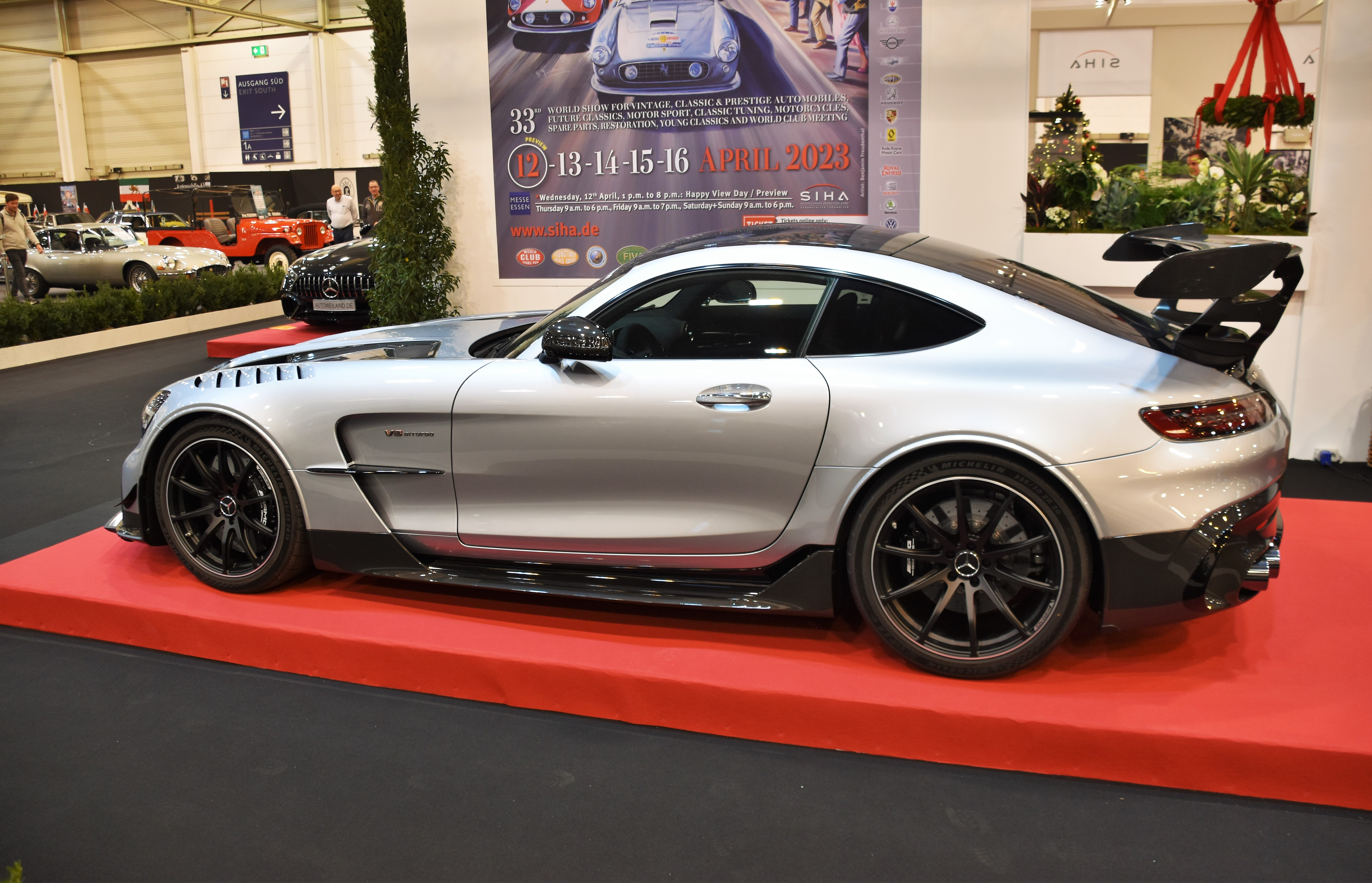
C190 de 2022

Presentado en 2020, es la variante más extrema del GT con el V8 más potente jamás fabricado por la marca hasta ese momento, el cual desarrolla una potencia máxima de 730 CV (720 HP; 537 kW) a las 6700 rpm y un par máximo de 800 N·m (590 lb·pie) disponible desde las 2000 rpm hasta las 6000 rpm. Para alcanzar estas cifras, AMG ha modificado de forma extensiva esta unidad, hasta crear su propio código M178 LS2, además de incorporar nuevos turbocompresores de doble entrada con rodamientos antifricción, nuevos árboles de leva, un intercooler más grande y un escape rediseñado, que se caracteriza por tener cárter seco y un cigüeñal plano, en el que sus codos están dispuestos a 180° los unos de otros y las muñequillas quedan contrapuestas en un único plano, lo que resulta en una gran suavidad de marcha que otorgan así como un elevado par máximo a bajas revoluciones y mejora también la circulación de los gases, ya que el encendido de los cilindros se hace siempre de uno solo de una bancada a otra, además de resultar en un sonido muy especial que tienen estos motores debido al orden de encendido, que en este caso es 1-8-2-7-4-5-3-6.
Cuenta además con una función "Race Start" que promete ser mejor que un simple "Launch Control", dando como resultado una aceleración de 0 a 100 km/h (0 a 62 mph) en 3.2 segundos, de 0 a 200 km/h (0 a 124 mph) en 9 segundos y una velocidad máxima de 325 km/h (202 mph).
Incluye también un alerón ajustable en 20 grados para dar más apoyo o reducir al resistencia, dependiendo de si uno quiere mayor velocidad punta o mayor apoyo, además de un fondo plano. En total, tiene 400 kg (882 libras) de apoyo a 250 km/h (155 mph).

## Especificaciones

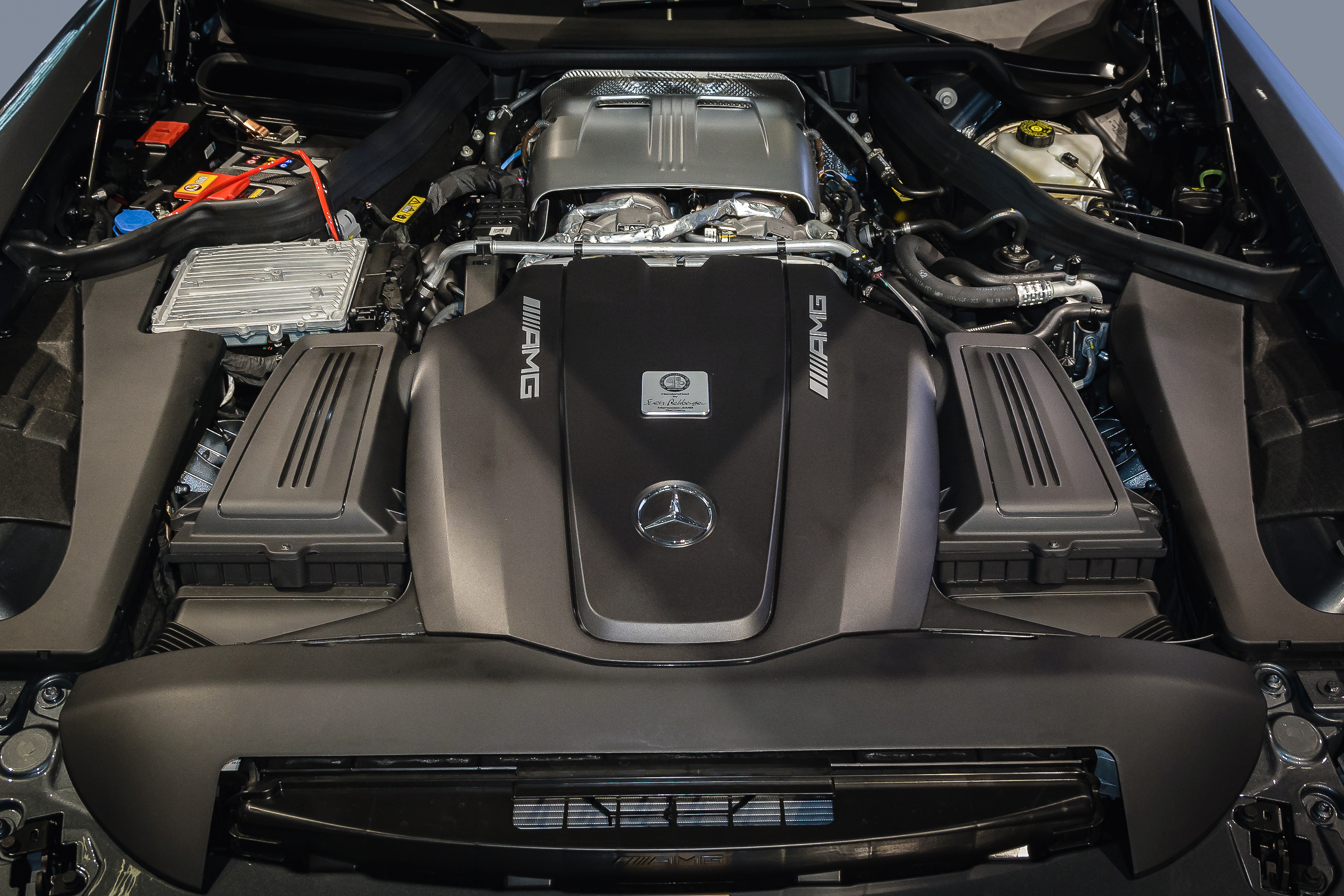
V8 M178 en un GT. Se pueden ver los turbos en el centro y debajo un escudo térmico metálico.

El GT utiliza una configuración de motor central-delantero montado longitudinalmente y de tracción trasera o total, según la versión.
El chasis y la carrocería están hechos de aleaciones de aluminio, mientras que la tapa de la cajuela es de acero y el cofre de magnesio.
Gracias a una óptima distribución de peso de 47% en el eje delantero y 53% en el trasero, el bajo centro de gravedad del vehículo beneficia a una respuesta de la dirección precisa, una agilidad formidable, una baja inercia al momento de cambiar de carril y una tracción fuera de serie.
Las suspensiones son de doble horquilla en los ejes delantero y trasero, una tecnología adoptada directamente de las versiones de competición.
La potencia viene de un V8 M178 biturbo de 3982 cm³ (4 L; 243 plg³). Los turbos se encuentran dentro de la "V", reduciendo el retraso de estos (turbo lag) y utiliza un sistema de lubricación por cárter seco. La potencia se envía a las ruedas traseras a través de una caja de cambios de doble embrague transaxle AMG Speedshift de siete velocidades.
El GT S emplea un diferencial de deslizamiento limitado mecánico.
En una prueba ejecutada por Car and Driver, el AMG GT S aceleró de 0 a 60 mph (0 a 97 km/h) en 3 segundos e hizo el 1/4 de milla (402 m) en 11.2 segundos a 127 mph (204 km/h).
| Modelos                | Potencia máxima                         | Par máximo                           | Consumo de combustible combinado (NEDC) | Emisiones de CO2      | Peso                  | Relación peso a potencia | Aceleración 0 a 100 km/h (0 a 62 mph) | Velocidad máxima   |
| ---------------------- | --------------------------------------- | ------------------------------------ | --------------------------------------- | --------------------- | --------------------- | ------------------------ | ------------------------------------- | ------------------ |
| GT                     | 462 CV (456 HP; 340 kW) @ 6000 rpm      | 600 N·m (443 lb·pie) @ 1600–5000 rpm | 9,3 L/100 km (10,8 km/L; 25,3 mpgAm)    | 216 g (7,6 onzas)/km  | 1540 kg (3395 libras) | 3,33 kg/CV               | 4 segundos                            | 304 km/h (189 mph) |
| GT S                   | 510 CV (503 HP; 375 kW) @ 6250 rpm      | 650 N·m (479 lb·pie) @ 1750–4750 rpm | 9,4 L/100 km (10,6 km/L; 25,0 mpgAm)    | 219 g (7,7 onzas)/km  | 1570 kg (3461 libras) | 3,08 kg/CV               | 3.8 segundos                          | 310 km/h (193 mph) |
| GT C Cupé              | 557 CV (549 HP; 410 kW) @ 5750-6750 rpm | 680 N·m (502 lb·pie) @ 1900–5500 rpm | 11,4 L/100 km (8,8 km/L; 20,6 mpgAm)    | 259 g (9,1 onzas)/km  | 1625 kg (3583 libras) | 2,92 kg/CV               | 3.7 segundos                          | 316 km/h (196 mph) |
| GT C Roadster          | 557 CV (549 HP; 410 kW) @ 5750-6750 rpm | 680 N·m (502 lb·pie) @ 1900–5500 rpm | 11,4 L/100 km (8,8 km/L; 20,6 mpgAm)    | 259 g (9,1 onzas)/km  | 1660 kg (3660 libras) | 2,98 kg/CV               | 3.7 segundos                          | 316 km/h (196 mph) |
| GT R                   | 585 CV (577 HP; 430 kW) @ 6250 rpm      | 700 N·m (516 lb·pie) @ 1900–5500 rpm | 11,4 L/100 km (8,8 km/L; 20,6 mpgAm)    | 259 g (9,1 onzas)/km  | 1630 kg (3594 libras) | 2,79 kg/CV               | 3.6 segundos                          | 318 km/h (198 mph) |
| GT 4-door 63 S 4MATIC+ | 639 CV (630 HP; 470 kW) @ 5500-6500 rpm | 900 N·m (664 lb·pie) @ 2500–4500 rpm | 12,5 L/100 km (8 km/L; 18,8 mpgAm)      | 285 g (10,1 onzas)/km | 2045 kg (4508 libras) | 3,20 kg/CV               | 3.2 segundos                          | 315 km/h (196 mph) |
| GT Black Series        | 730 CV (720 HP; 537 kW) @ 6700-6900 rpm | 800 N·m (590 lb·pie) @ 2000–6000 rpm | 12,8 L/100 km (7,8 km/L; 18,4 mpgAm)    | 292 g (10,3 onzas)/km | 1540 kg (3395 libras) | 2,11 kg/CV               | 3.2 segundos                          | 325 km/h (202 mph) |

## Competición

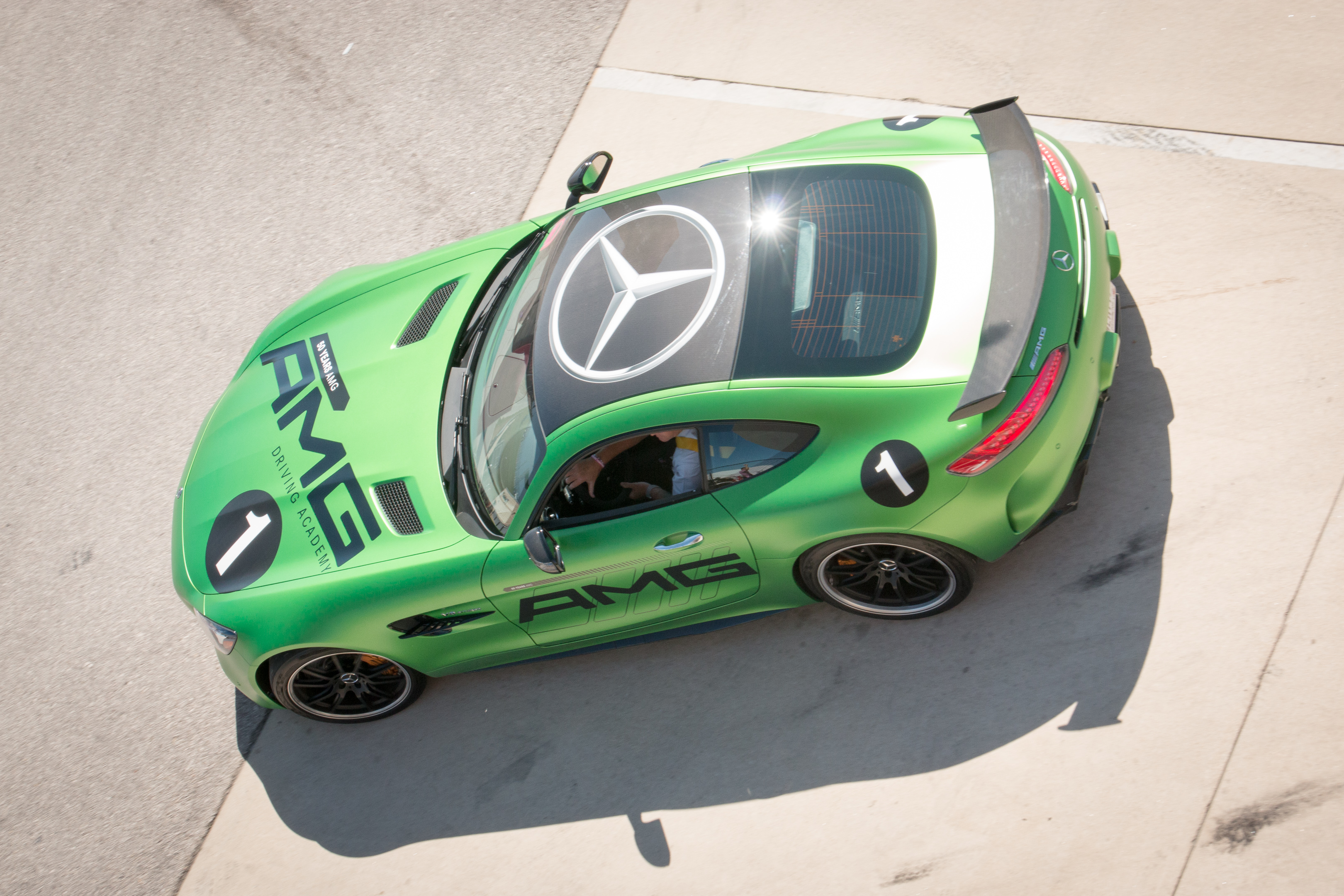
Mercedes-AMG GT R en el Gran Premio de los Estados Unidos de 2017 de Fórmula 1.

Mercedes-AMG develó los dos nuevos modelos que sirvieron como auto de seguridad y médico oficial para la Temporada 2015 de Fórmula 1.
El nuevo GT S de 510 CV (503 HP; 375 kW) del fabricante alemán, hizo su debut como auto de seguridad en la primera carrera de la temporada en el Gran Premio de Australia de 2015, reemplazando al SLS AMG de "alas de gaviota" que había sido usado por las cinco temporadas anteriores. El C 63 S en su versión Familiar, sirvió como coche médico oficial.
Ambos vehículos estaban equipados con un sistema de radio iPads y WLAN para asegurarse de mantener el contacto constantemente con el control de carrera durante el evento.
El alemán Bernd Mayländer nuevamente era el piloto del auto de seguridad, mientras que el sudafricano Alan van der Merwe era el del coche médico, quien era acompañado por el Dr. Ian Roberts, el médico en jefe de la FIA. La parte trasera del vehículo tenía espacio para dos médicos adicionales, así como equipo médico.
En marzo de 2015, Mercedes-AMG presentó en el Salón del Automóvil de Ginebra el Mercedes-AMG GT3, la versión de carreras del GT que usaría el V8 naturalmente aspirado M159 de 6208 cm³ (6,2 L; 378,8 plg³), también usado en el SLS AMG GT3. Está construido mayormente de plástico reforzado con fibra de carbono, con la intención de reducir el peso por debajo de los 1300 kg (2866 libras) para cumplir las homologaciones de automóviles de carreras de la FIA. Se esperaba que se pusiera a la venta en 2016.

## En la cultura popular
Aparece en la película del director Michael Bay Transformers: el último caballero, interpretando al autobot llamado Drift.
Es protagonista en el videoclip Blinding Lights del cantante The Weeknd, quien va a bordo de una variante roadster.
También aparece en algunas series, sagas y franquicias de videojuegos de carreras, tales como: Assoluto Racing, Asphalt, Need for Speed, Forza, Gran Turismo, entre otros.